# Manuel Donoso
Manuel Gerardo Donoso Donoso (ur. 16 października 1936 w Santiago) – chilijski duchowny rzymskokatolicki, w latach 1997-2013 arcybiskup La Serena.

## Życiorys
Święcenia kapłańskie przyjął 23 września 1961. 28 czerwca 1996 został prekonizowany biskupem pomocniczym La Serena ze stolicą tytularną Elo. Sakrę biskupią otrzymał 10 sierpnia 1996. 16 kwietnia 1997 objął urząd ordynariusza. 14 grudnia 2013 przeszedł na emeryturę.